# Hemidactylus albopunctatus
Hemidactylus albopunctatus är en ödleart som beskrevs av  Arthur Loveridge 1947. Hemidactylus albopunctatus ingår i släktet Hemidactylus och familjen geckoödlor. Inga underarter finns listade i Catalogue of Life.